# فودينيكا
فودينيكا (بالبوسنوية: Vranovina)‏ هي قرية في البوسنة والهرسك. وهي تقع على أراضي بلدية بوسانسكي بتروفاتس التابعة لكانتون يونا-سانا في اتحاد البوسنة والهرسك. طبقا لنتائج تعداد البوسنة عام 2013 فقد كان عدد سكانها 206 نسمة.

## التركيبة السكانية

### التطور التاريخي من السكان
| 1961 | 1971 | 1981 | 1991 | 2013 |
| ---- | ---- | ---- | ---- | ---- |
| 981  | 884  | 663  | 562  | 206  |

### المجتمع المحلي
في عام 1991 كان المجتمع المحلي للقرية يتألف من 754 نسمة وهم موزعون على النحو التالي: